# Llums de varietats
 Llums de varietats  (titre original: Luci del varietà) és una pel·lícula italiana d'Alberto Lattuada i Federico Fellini estrenada el 1950. Ha estat doblada al català.

## Argument
La pel·lícula descriu la vida més aviat lamentable d'una petita tropa de teatre, amb les seves baralles ridícules i els seus espectacles llastimosos. Checco s'enamora de Liliana, una espectadora que forma part de la tropa. Checco vol muntar una obra a Roma amb Liliana com a vedette. Però Liliana trobarà un altre empresari...

## Repartiment
- Peppino de Filippo: Checco Dalmonte
- Carla Del Poggio: Liliana
- Giulietta Masina: Melina Amour
- John Kitzmiller: Johnny
- Folco Lulli: Adelmo conti
- Carlo Romano: La Rosa
- Dante Maggio: Remo
- Giulio Cali: Edison Wil
- Franca Valeri: Mitzy